# Llana d'acer

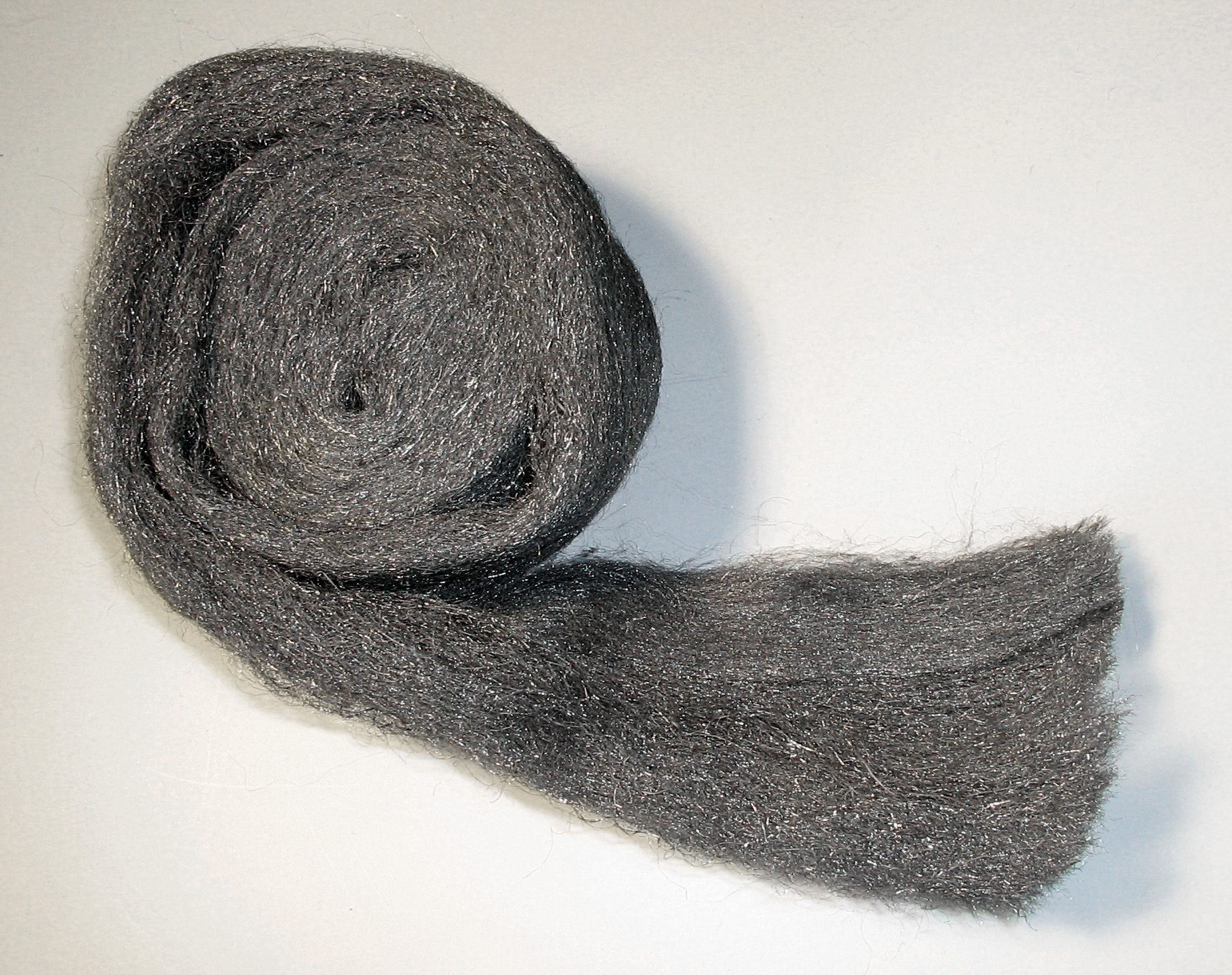
Cabdell de llana d'acer.

La llana d'acer està formada per petits filaments d'acer lleugerament enllaçats formant un conjunt.
En versió casolana s'acostuma a presentar en forma de fregalls individuals. Per a usos professionals es comercialitza en forma de madeixes o metxes de longitud relativament gran.
L'acer dels filaments és de baix contingut de carboni.
En forma de manyocs (retallats de la madeixa) s'usa en fusteria i treballs de metalls per a polir o netejar superfícies fregant-les a mà.
Per a usos domèstics els fregalls metàl·lics serveixen per a netejar i polir atuells de metall.

## Usos principals
La tela d'acer és usada en banys i en oficis del metall per operaris relacionats amb la pintura, laca o vernís.
L'acció de passar un fregall per superfícies rugoses provoca un afinament característic que és el que hom busca en la majoria de casos. En operacions de polir particulars no experimentades prèviament, és aconsellable fer una prova en les superfícies menys exposades visualment.
La llana d'acer pot provocar taques en peces de roure o alzina, si les restes d'acer reaccionen amb els tanins de la fusta. Per a aquestes fustes poden usar-se llanes de bronze o d'acer inoxidable.
En neteja domèstica o industrial els fregalls d'acer poden usar-se amb peces de vidre o marbre. La duresa de l'acer és menor i no es produeixen ratlles indesitjables.
Algunes pàgines web ofereixen consells sobre els usos habituals de la llana d'acer.

## Usos especials
La llana d'acer pot usar-se amb altres finalitats que les de polir.
Un experiment típic mostra les propietats combustibles de l'acer en petits filaments i el seu possible ús en acampada i supervivència.

## Graus
Els fils de llana d'acer es fabriquen tallant-los a partir de filferro. De manera semblant als encenalls que provoca un ribot en la fusta.
La dimensió dels fils determinar el grau d'acabat del material. Els fils més fins provoquen talls o erosions més fines.
Els cabdells de llana d'acer es comercialitzen en diversos graus segons la taula següent:
| Grau | Denominació | Dimensió dels fils (mm) |
| ---- | ----------- | ----------------------- |
| 4    | Molt bast   | 0,10                    |
| 3    | Bast        | 0,09                    |
| 2    | Mig bast    | 0,075                   |
| 1    | Mig         | 0,06                    |
| 0    | Fi          | 0,05                    |
| 00   | Molt fi     | 0,04                    |
| 000  | Extra fi    | 0,035                   |
| 0000 | Ultra fi    | 0,025                   |